# Авион 451
Авион 451 је у ствари породица експерименталних авиона конструктора Драгољуба Бешлина. Укупно је израђено 6 различитих авиона под ознаком 451 и разним подознакама.
Пројектовани у вријеме резолуције Информбироа и блокаде Југославије, били су један од начина са којима је врх земље покушао да створи независну ваздухопловну индустрију, посебно за војне сврхе.
Пошто је промјеном спољне политике Југославија добила војну помоћ од САД, авиони 451 никад нису ушли у производњу. Умјесто тога, 1953. године купљени су авиони САД Локид Т-33 и F-84 Тандерџет, а касније, 1956, Норт Америкен F-86E и Норт Америкен F-86D „Сејбр“. У току 1960-их година, послије побољшања односа СФРЈ и СССР, ловачки авиони, типа МиГ-21 су набављани од Совјетског Савеза. Касније, у току 1980-их су купљени и авиони типа МиГ-29.
Развој прототипова 451 је настављен све до раних 1960—их година, јер су сматрани за резервно рјешење опремања ратног ваздухоловства млазним авионима.
Авиони 451 су значајни и зато што су служили као искуствена основа за пројектирање авиона Г-2 Галеб. Такође, 451М је био први млазни авион израђен у Југославији, са првим летом 25. октобра 1952. године.
Крајем 1950-их, комисија РВ доноси одлуку да ниједан авион серије 451 не одговара потребама РВ и одлучује да се прекине даљи рад на њима. Авиони су послије предати музеју ваздухопловства.

## 451
Ово је у ствари била развијена верзија претходног авиона 232. Први авион под ознаком 451 је имао два клипна мотора са пилотом у лежећем положају. Полетио је први пут 1950—1951. године.
Лежећи положај требало је да омогући пилоту лакше извлачење из обрушавања. Проблем је био слаба видљивост из кабине, посебно унатраг. Авиони 451 и 232 су испитивани све до средине 1950—их година, показавши да конфигурација заиста обезбјеђује пилоту већу отпорност на оптерећења.

## 451М
Крајем 1952. појавио се модификовани авион 451М са млазним моторима и нормалном кабином. Мотори су били малог потиска, француски Турбомека Палас (Turboméca Palas). Стране земље нису хтјеле да продају јаче млазне моторе, тада нове технологије. Наоружање се састојало од једног топа калибра 20 mm и ракетних зрна. Даљи напори су били усмјерени на то да се добије користан војни авион из овог основног типа.
Авион 451М је био први југословенски млазни авион, са првим летом 25. октобра 1952. године.

## С-451М Зоља
Ова верзија се појавила 1954. Имала је аеродинамичка побољшања, која су укључивала продужен труп, крила на склапање и друкчије монтиране моторе Турбомека Палас. Године 1960. овом верзијом је постављен свјетски рекорд за млазне ултралаке авионе, са брзином од 500.2 km/h.

## Ј-451ММ Стршљен
Ово је била наоружана верзија претходног авиона, намијењена за јуришна дејства. Разлике су биле у стајном трапу типа трицикл, знатно јачим Турбомека Марборе (Turboméca Marbore) моторима, и планираном наоружању од 2 топа калибра 20 mm и 4 ракетна зрна. Испитиван је од 1957. године у Ваздухопловно-опитном центру (ВОЦ). Прототип 451-ММ је први пут полетео 21. јула 1956.

## С-451ММ Матица
Двосједи авион за обуку пилота, који је постигао свјетски брзински рекорд у категорији лаких млазних авиона од 750.34 km/h 1957. године. Мотори су били Турбомека Марборе. Разликовао се од претходног авиона Стршљен по додатом другом сједишту и проширеној кабини.

## Т-451ММ Стршљен 2
Ово је био једносједи акробатски авион за обуку, изведен из Ј-451ММ. Турбомека Марборе мотори су кориштени и за ову верзију.

## Очувани примјерци
Сачувани примерци авиона 451, 451М, и Ј-451ММ се налазе у Музеју југословенског ваздухопловства у Београду на аеродрому „Никола Тесла“ у Сурчину.

## Димензије и масе (451М)
- Посада: један пилот
- Дужина: 7.45
- Распон крила: 6.78
- Висина: 2.32
- Површина крила: 8.0 m²
- Маса, празан: 897
- Маса, пун: 1350
- Мотори: Два, Турбомека Палас (Turboméca Palas 056A), 1,5 kN потиска сваки

## Летне особине (451М)
- Радијус дејства: 300
- Оперативни плафон: 8500

## Галерија
- Пионир 232, експериментални авион с пилотом у лежећем ставу.
- Пионир 232 (бочни изглед), експериментални авион с пилотом у лежећем ставу.
- Изглед кабине авиона „Пионир 232".